# افضل‌آباد (بیرجند)
افضل‌آباد یک روستا در ایران است که در دهستان فشارود، بخش مرکزی شهرستان بیرجند در استان خراسان جنوبی واقع شده‌است. افضل‌آباد ۱۴۹ نفر جمعیت دارد.